# منطقه حفاظت‌شده بحر آسمان
بحر آسمان یک منطقه حفاظت‌شده زیستی در استان کرمان ایران است.
منطقه بحر آسمان در دهه ۱۳۵۰ به واسطه ارزش‌های منحصر به فرد بخش‌های جنوبی منطقه در حوزه کوه قرقطوئیه با احداث پاسگاه در منطقه اسفندقه اقدامات لازم جهت حفاظت منطقه به عمل می‌آمده‌است ولی به واسطه نبود امنیت در محل به‌طور کل حفاظت آن تا چند سال قبل متوقف شده بود. سپس طی مصوبه شماره ۳۲۹ شورای عالی محیط زیست (کمیسیون زیر بنائی دولت) مورخ ۱۳۸۹/۹/۲۲ با وسعت ۱۱۹۵۷۳ هکتار به عنوان منطقه حفاظت شده بحر آسمان به مناطق تحت مدیریت سازمان حفاظت محیط زیست پیوسته‌است.
این منطقه در ۲۱۵ کیلومتری جنوب مرکز استان کرمان و ۴۰ کیلومتری شمال غرب شهرستان جیرفت و در بخش ساردوئیه واقع شده‌است.